# Hasan as-Senussi
Saíd Hasan ar-Rida al-Mahdí as-Senussi (1928 Tripolis, Libye – 28. dubna 1992 Westminster, Spojené království) byl někdejší korunní princ Libyjského království v době od 26. října 1956 až do 1. září 1969, kdy se po vojenském puči v zemi vlády zmocnil Muammar Kaddáfí.

## Životopis
Hasan se narodil v roce 1928 jako pátý syn Muhammada ar-Ride as-Senussiho, (1890–1955), (bratra tehdejšího emíra Kyrenaiky - Idríse I.) a jeho desáté manželky Imbaraiky. Vzdělání získal na školách v Al-Taj, Kufra a na káhirské univerzitě Al-Azhar v Egyptě.
24. prosince 1951 Libye získala nezávislost. Po smrti svého otce ho 26. října 1956 ho jeho strýc král Idrís I. jmenoval korunním princem.

### Externí odkazy

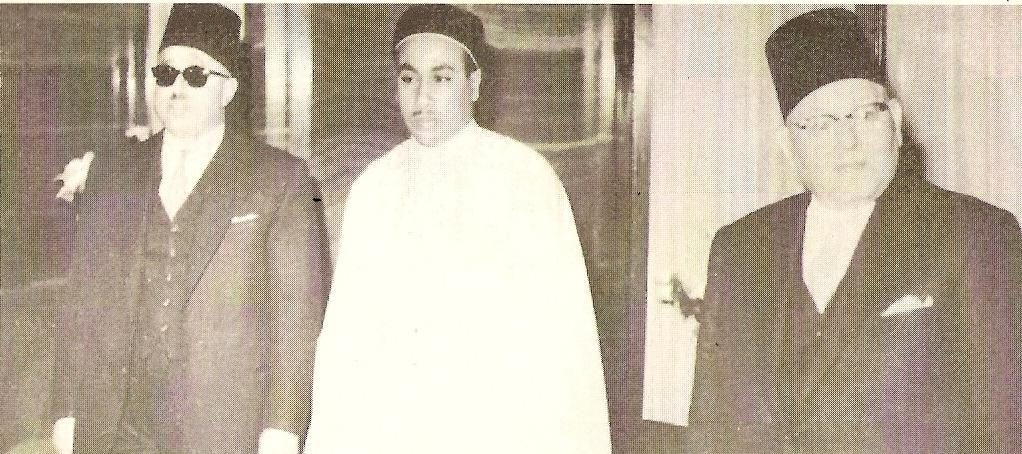
Korunní princ Hasan (uprostřed), zleva premiér Abdul Majid Kubar a Taher Bakír, guvernér Tripolska

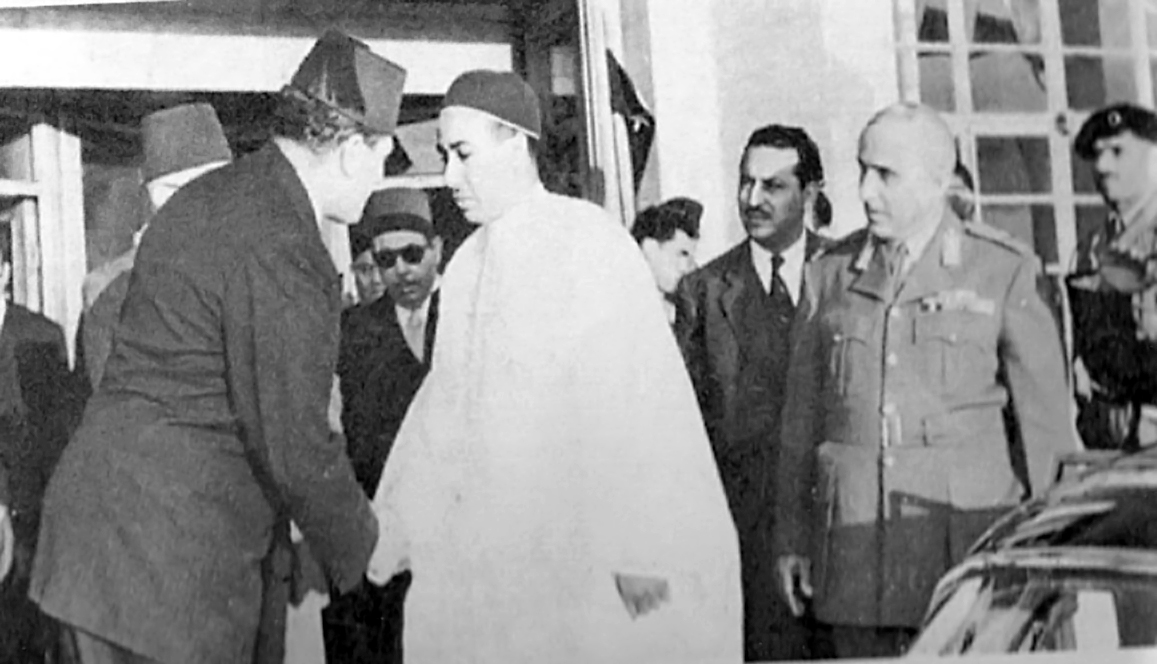
Korunní princ Hasan si třese rukou s Husajnem Mazikem, guvernérem Kyrenaiky. Wanis al-Kaddáfí a generál Buguaitin stojí za princem